# Arthur Duvernoix Houghton
Arthur Duvernoix Houghton (Monmouthshire, 1870 - Bronx, 1938) fue un botánico, médico británico, especializado en cacti, y miembro de 1904 a 1906 de Los Angeles, California, City Council y cofundador de la Legión Estadounidense. En sus primeros años fue un presentador que realizaba performances en hipnotismo y condujo sesiones espiritistas.

## Biografía
Era aborigen de Londres, Inglaterra, y se educó en la Oxford University y en la Royal Military School of Engineers. Sirvió en el Ejército Británico. Houghton tenía un grado médico y un doctorado en filosofía. Vivió en Chicago, Illinois, donde fue secretario de la South Side Business Men's League, y estuvo en Los Ángeles en noviembre de 1894, donde condujo sesiones espiritistas en esa ciudad. Se mudó a Los Ángeles hacia 1902. Se casó con Florence Gildersleeve, de Chicago, en junio de 1913.
En abril de 1904, jugó el rol de Doctor Caius, un médico francés, en una performance en Los Ángeles, de William Shakespeare Las alegres comadres de Windsor. Era de complexión delgada y tener el pelo "castaño" y las puntas de color rosa.
Houghton sufrió un ataque al corazón el 29 de noviembre de 1933, mientras estaba esperando para declarar como perito en una demanda.
Murió el 23 de enero de 1938, después de haber sido golpeado en el tren, cuando regresaba a California de un viaje a Nueva York con otros, en un intento exitoso para tener la convención de la Legión Americana, en 1938, celebrada en Los Ángeles. Le sobrevivió su viuda; su casa estaba en 14 714 Chatsworth Drive, San Fernando. Su cuerpo yació en estado en la rotonda del Ayuntamiento de Los Ángeles, custodiado por una falange de los Legionarios Americanos; servicios celebrados en la Catedral de St. Paul Episcopal y fue cremado de manera privada.

## Botánica
Fue un señalado botánico. Autor de The Cactus Book, publicado en 1931 por la Macmillan Company Se decía que había descubierto una "naranja púrpura" en 1911, y se jactaba de "ser una de las pocas personas que podrían crecer orquídeas en una cama para flores abierta." Desarrolló una suculenta llamada "Houghton's Hybrid," o Kalaanchoke delagoensis x daigremontiana, conocida como "Pink Butterflies."
En Los Ángeles, su colección era notable, por valor de $ 20.000 en 1906, con muestras de 800 variedades de "desiertos inaccesibles", de "Argentina, Patagonia, México y otros lugares... Los botánicos alemanes e italianos han enviado especímenes de las clases más raras ". Él se ofreció a donar a la ciudad un parque en Boyle Heights, pero la oferta fue rechazada por la comisión de los parques porque la propiedad ofrecida por J. Harvey McCarthy en la avenida Stephenson entre Pioneer Drive y la calle Fresno ya tenía una arbolada con un surtido de "magníficos árboles."
Para 1928, Houghton se había trasladado a San Fernando, California, al 11224 Chatsworth Road, y estaba especializada en el desarrollo de la Watsonia. "Esta es la mejor cosecha que he tenido en veinte años", Houghton dijo a un reportero.

## Algunas publicaciones
- Statement in 1894 by M.A. Wright of the First Spiritualist Society that Arthur Howton "has not, nor will not, receive any ordination papers" from the society "until he shows himself worthy of such."
- Description of Arthur Howton, a "celebrated medium," performing a seance in 1894.
- A 1906 article by James M. Harris concerning some of Arthur Houghton's time as a hypnotist in Chicago.
- A 1916 letter from Houghton in the Alice Eastwood collection of the California Academy of Sciences archives.
- Column by Alma Whitaker of the Los Angeles Times criticizing a speech Houghton had made about military training and the coddling of soldiers.
- Photograph and description of cactus Kalanchoe kalanchoe. "Houghton’s Hybrid" or "Pink Butterflies."

## Membresías
- 1929: presidente de la Sociedad de Cactus y Suculentas de America[17]
- Real Sociedad de Horticultura  de Reino Unido,[2]
- Asociación Británica para el Avance de la Ciencia
- Asociación Estadounidense para el Avance de la Ciencia.[5]

## Reconocimientos
En 1939 se plantó un árbol en su honor, observando como Guardia de honor por un centenar de veteranos militares en el Departamento de Asuntos de los Veteranos de los Estados Unidos, de North Hills, Los Ángeles.

## Eponimia
- (Asteraceae) Oligoneuron houghtonii (A.Gray) G.L.Nesom[19]
- (Crassulaceae) Bryophyllum × houghtonii (D.B.Ward) P.I.Forst.[20]
- (Cyperaceae) Mariscus houghtonii (Torr.) T.Koyama[21]